# Równym krokiem z towarzyszami
Równym krokiem z towarzyszami (tyt. oryg. Me hapin e shokëve) – albański film fabularny z roku 1979 w reżyserii Esata Telitiego.

## Fabuła
Akcja filmu rozgrywa się współcześnie, w Tiranie. Agron (Goni) jest utalentowanym muzycznie uczniem liceum, który jest zirytowany mnóstwem rad, których udzielają mu rodzice i nauczyciele, jak powinien dalej pokierować swoim życiem. Coraz więcej czasu spędza w gronie rówieśników, wśród których podkreśla własną niezależność. Kiedy przestanie się uczyć, uczniowski kolektyw przeprowadza dyskusję nad jego postawą i decyduje się pomóc koledze. Ostre słowa kolektywu uczniowskiego nie pozwalają spać Goniemu. Jadąc rowerem przez centrum miasta wpada pod samochód dostawczy i ranny trafia do szpitala. Wypadek zmienia chłopca. Wraz z brygadą młodzieżową buduje nową linię kolejową.

## Obsada
- Ilir Çelia jako Agron (Goni)
- Demir Hyskja jako ojciec Agrona
- Vangjush Grabocka jako dziadek
- Petrika Riza jako Riza
- Klaudeta Riza jako nauczycielka
- Sotiraq Çili jako nauczyciel Fatmir
- Margarita Xhepa jako matka Agrona
- Arben Çela jako Sokol
- Adrian Cerga jako Petrit
- Artan Imami jako muzyk zespołu jazzowego
- Vani Trako jako ojciec Sokola
- Qefsere Trako jako matka Sokola
- Vera Halili jako przedstawicielka Komitetu
- Vladimir Ibro jako uczeń
- Valentina Caci jako matka Petrita
- Nazif Tale jako pracownik szpitala